# Ovimbundu

Plantilla étnica de Angola en 1970 (área de los ovimbundu marcada azul).

Los ovimbundu (singular ocimbundu, adjetivo umbundu) son una etnia bantú de Angola. Constituyen el 37% de la población del país y tienen como lengua el umbundu. Sus subgrupos más importantes son los mbalundu, los wambo, los bieno, los sele, los ndulu, los sambo y los kakonda.

## Historia
Los ovimbundu ocupan hoy el planalto central de Angola y el litoral a Oeste de esta montaña, una región que comprende a las provincias de Huambo, Bié y Benguela. Son un pueblo que hasta el establecimiento  de los portugueses en Benguela, en el siglo XVI, vivía de la agricultura de subsistencia, la caza y algo de ganadería. Durante algún tiempo, una actividad importante fue el comercio de las caravanas entre el Este de Angola contemporánea y los portugueses de Benguela. Cuando, en el inicio del siglo XX, este comercio entró en colapso y el sistema colonial portugués empezó a exigir el pago de impuestos, los ovimbundu se concentraron en la agricultura de productos destinados a la comercialización, principalmente maíz.

Los cinco reinos ovimbumdu y los Estados vecinos hacia 1750

Los primeros conflictos con los portugueses fueron hacia 1890 sometieron el reino ovimbundu de Mbalundu (Bailundo), los otros reinos ovimbundu no ayudaron a su vecino, en especial el reino de Bihé. En julio de 1902 una expedición de 770 soldados, en su mayoría africanos más algunos afrikáner y 142 lusitanos marchó a conquistarlos. Los reinos ovimbundu de Wambu, Mbalundu, Soque, Civulu, Civanda, Ngalangi, Cipeyo y Sambu reunieron una tropa de 40.000 guerreros para enfrentarlos pero terminaron siendo vencidos gracias a la superioridad tecnológica de los europeos. El capitán Paes Brandão embosco, capturó y mató al olosoma Mutu-ya-Kavela, jefe de los insubmisos, y 10 000 de sus guerreros en un ataque sorpresivo contra su campamento. Los combates continuaron hasta 1910.
En el siglo XX, en especial a partir de la “ocupación efectiva” de Angola alcanzada en los años 1920, la mayoría de los ovimbundu se hizo cristiana. Una parte ingresó en la Iglesia católica, otra en iglesias protestantes, en particular en la Igreja Evangélica Congregacional de Angola (IECA), fundada y apoyada por misioneros americanos.
Esta cristianización tuvo, entre otras, dos consecuencias decisivas. Una, la constitución, en toda la meseta central de aldeas católicas, protestantes y no-cristianas separadas. La otra, una difusión bastante significativa de la alfabetización y de la escolarización, y por conseguiente también del conocimiento del portugués, entre los ovimbundu, sobre todo entre los protestantes. Al mismo tiempo, la IECA también se ocupó del desarrollo del umbundu, para el cual elaboró reglas ortográficas, una gramática y diferentes léxicos – lo que constituyó una contribución importante para la formación y la consolidación de una identidad social global de los ovimbundu.